# Paul Gray (amerykański muzyk)
Paul Dedrick Gray (ur. 8 kwietnia 1972 w Los Angeles, zm. 24 maja 2010 w Urbandale) – amerykański basista. Od 1995 do śmierci był członkiem grupy muzycznej Slipknot.
24 maja 2010 został znaleziony martwy w hotelu, w Urbandale w stanie Iowa. Pogrzeb muzyka odbył się 28 maja w Des Moines w stanie Iowa. 21 czerwca 2010 zostały ogłoszone wyniki sekcji zwłok, która wykazała, że Paul Gray zmarł wskutek przypadkowego przedawkowania morfiny i fentanylu a także, iż był on chory na serce. 30 lipca Gray pośmiertnie został uhonorowany nagrodą Kerrang! w kategorii „Services to Metal”.
17 sierpnia 2010 wdowa po muzyku Brena urodziła córkę October Dedrick Gray.

## Instrumentarium
- Ibanez PGB1L Paul Gray Signature left handed Bass Guitar[6]
- Warwick Corvette standard Bubinga left handed[6]
- Warwick Thumb Neck Through bass[6]
- Warwick Streamer Stage 2[6]
- Peavey GPS 2600 Power Amp[6]
- Peavey Pro 500 Bass Amp Head[6]
- Peavey Pro 810 8x10 Bass Enclosure[6]
- Tech 21 SansAmp Bass Driver DI (efekt gitarowy)[6]
- Ernie Ball Power Slinky sets (struny)[6]
- Dunlop Nylon Standard No. 442 picks (kostki gitarowe)[6]

## Wideografia
- Paul Gray – Behind the Player: Paul Gray (2008, DVD, Alfred Music)

## Filmografia
- We Sold Our Souls for Rock 'n Roll (2001, film dokumentalny, reżyseria: Penelope Spheeris)[7]